# Animoto
 Animoto es un servicio de creación de videos basado en la nube que produce videos a partir de fotos, videoclips y música en presentaciones de diapositivas de video. Está disponible en plataformas móviles y en línea.

## Historia
Animoto fue fundada en agosto de 2006 por Jason Hsiao, Brad Jefferson, Steve Clifton y Tom Clifton debido a la mala calidad de video de otros servicios en internet. Por lo que decidieron patentar una tecnología de Inteligencia Artificial Cinemática, que permitiría a los usuarios convertir fotos, videoclips y música en presentaciones de diapositivas de video.
Animoto lanzó una aplicación en Facebook durante el SXSW 2008. La aplicación experimentó un crecimiento viral en abril de 2008. Según The New York Times, a mediados de abril, la aplicación de Facebook de Animoto tenía casi 750.000 personas inscritas en tres días. En el pico, casi 25.000 personas probaron Animoto en una sola hora. Animoto decidió utilizar los servidores de computación en la nube de Amazon para satisfacer el creciente número de suscriptores. El uso de servicios en la nube le permitió hacer frente al repunte de la demanda, pero también redujo los servicios de forma fácil y rentable cuando la demanda disminuyó.  En junio de 2009, Animoto lanzó una aplicación para iPhone que permite a los usuarios crear videos usando imágenes en su teléfono móvil.
En enero de 2013, la compañía había alcanzado los 6 millones de usuarios registrados. En julio de 2018, la empresa sufrió un ataque cibernético, lo que provocó un acceso no autorizado a la información personal de los usuarios de Animoto.

## Premios
En 2009, Animoto recibió el Webby Award como Mejor Servicio y aplicación web del año.